# Amanita fuliginea
Amanita fuliginea, comúnmente conocida como la matamoscas parda del este asiático o sombrerillo pardo mortal de Asia oriental, es una especie de hongo altamente venenoso perteneciente a la familia Amanitaceae. Los cuerpos fructíferos presentan sombreros convexos de color gris oscuro a negro, con un diámetro de entre 3 y 6 cm. Las láminas, en gran medida libres respecto al pie, son blancas y presentan láminas cortas (llamellulae) intercaladas. Las esporas son aproximadamente esféricas, amiloides, y miden típicamente entre 8–11 × 7–9.5 μm. La especie fue descrita como nueva para la ciencia por el micólogo japonés Tsuguo Hongo en 1953. La Amanita fuliginea se clasifica dentro de la sección Phalloideae del género Amanita, que incluye a las infames «ángeles destructores».
Este hongo es común en China, donde ha causado numerosos casos de intoxicación. Una revisión de casos en el sur del país reveló que entre 1994 y 2012, fue responsable del envenenamiento de 352 personas (de un total de 852 casos), con 79 muertes (de un total de 183).  De este hongo se han aislado las toxinas letales α-amanitina y β-amanitina, junto con una falotoxina no identificada. Los estudios indican que las concentraciones de amatoxinas y falotoxinas en Amanita fuliginea varían según los tejidos y la etapa de desarrollo del hongo. Se observó que los niveles más altos de toxinas se encuentran en las láminas, alcanzando su punto máximo durante la fase de crecimiento vigoroso del cuerpo fructífero.